# Stará Ves u Rýmařova
Stará Ves (deutsch Altendorf) ist eine Gemeinde mit etwa 530 Einwohnern in Tschechien.

## Geografie

### Geografische Lage
Stará Ves erstreckt sich im Tal des Baches Podolský potok vier Kilometer nordwestlich des Stadtzentrums von Rýmařov (Römerstadt) am Fuße des Altvatergebirges in 645 m ü. M.

### Gemeindegliederung
Zu Gemeinde Stará Ves gehört der Ortsteil Žďárský Potok (Brandseifen).

## Geschichte
Der Ort gehörte zur Herrschaft Rabenstein, die seit dem 13. Jahrhundert bestand. Altendorf ist erstmals 1561 urkundlich nachweisbar. Grundherren waren die Adelsfamilien von Eder und von Harrach.
Nach dem Münchner Abkommen wurde der Ort dem Deutschen Reich zugeschlagen und gehörte bis 1945 zum Landkreis Römerstadt.
Die Deutschen wurden nach 1945 enteignet und vertrieben.
Das Zentrum des Dorfes bildet die 1861 erbaute Alfredhütte (Alfrédova chata). Im Jahre 1960 wurde Žďárský Potok eingemeindet.